# روجر جونيو رودريجيز فيريرا
روجر جونيو رودريجيز فيريرا هو لاعب كرة قدم برازيلي، ولد في 13 مارس 1996 في غويانيا في البرازيل. لعب مع نادي كوكسي ونادي الترجي السعودي.

## وصلات خارجية
- روجر على موقع Soccerway.com (الإنجليزية)